# Meteorium medium
Meteorium medium là một loài Rêu trong họ Meteoriaceae. Loài này được (Ångström) Broth. miêu tả khoa học đầu tiên năm 1906.